# Namibia Breweries

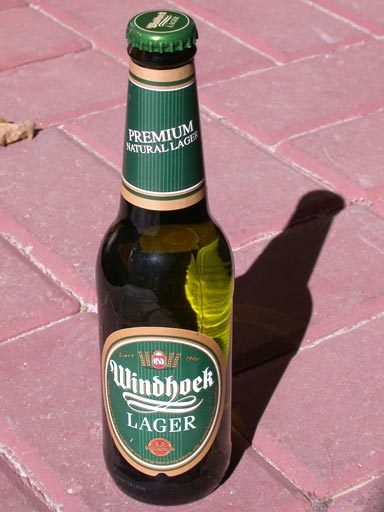
Windhoek Lager

Namibia Breweries Limited (NBL) is een bierbrouwerij in Namibië. Het bedrijf is gevestigd in Windhoek de hoofdstad van het land.
De brouwerij brouwt bier volgens het Duitse Reinheitsgebot van 1516. Sinds april 2023 heeft Heineken een meerderheidsbelang in handen.

## Activiteiten
NBL is voornamelijk actief in het biersegment. In 2023 was 93% van het verkochte volume bier en het omzetaandeel van bier was 87%. Verder worden kleine hoeveelheden cider, frisdrank en wijn verkocht. In Nederland is de wijn van het merk Nederburg ook verkrijgbaar. Namibië is veruit de grootste afzetmarkt, hier werd in 2023 bijna 69% van de omzet behaald. Zuid-Afrika is de tweede markt met een omzetaandeel van bijna 29%. Per 30 juni 2023 werkten er 983 mensen voor NBL.
De brouwer produceert een aantal populaire bieren:
- Mainstream
  - Windhoek Draught
  - Windhoek Lager
  - Tafel
  - Tafel Lite
- Premium
  - Heineken
  - Camelthorn
- Value
  - King Lager
- Non-alcoholic
  - Windhoek non-alcoholic
  - Tafel Radler

## Geschiedenis
Namibia Breweries werd in (1920) opgericht toen vier bierbrouwerijen (een uit Swakopmund, een uit Omaruru en twee uit Windhoek gingen samenwerken onder naam The South West Breweries. Na de onafhankelijkheid van Namibië in 1990 werd de naam gewijzigd in Namibia Breweries Limited (NBL). In 1996 kreeg het bedrijf een beursnotering op de Namibia Stock Exchange. O&L Group bleef na de beursintroductie de belangrijkste aandeelhouder. Vanaf 2004 werken NBL, Diageo en Heineken intensief samen. Een jaar later startte NBL de productie van Heineken bier voor de lokale markt en exporteerde het bier ook naar Zuid-Afrika.
In 2012 verkocht NBL voor het eerst in de geschiedenis meer dan een miljoen hectoliter bier in Namibië. Sinds 2003 heeft de Heineken een groot aandelenbelang in de Namibische brouwerij. In 2015 besloot Diageo de belangen te verkopen aan Heineken. Een aandelenbelang van 42,3% in DHN Drinks, 25% van de aandelen in Sedibeng brouwerij in Zuid-Afrika en 15% van de aandelen in NBL gingen voor 128 miljoen pond sterling over aan Heineken. DHN Drinks was in 2008 opgericht door de drie bedrijven voor de verkoop van bier en frisdranken in Zuid-Afrika. 
In april 2023 verhoogde Heineken het aandelenbelang in NBL naar 59,4% door de koop van de aandelen NBL in handen van Ohlthaver & List Beverage Company (Pty) Ltd. Heineken werd meerderheidsaandeelhouder en kan de resultaten van NBL consolideren.